# Taphronota grandis
Taphronota grandis is een rechtvleugelig insect uit de familie van de Pyrgomorphidae. De wetenschappelijke naam van deze soort is voor het eerst geldig gepubliceerd in 1975 door D. Keith McE Kevan.